# Hot Limit
Singles de High and Mighty Color
Flashback / Komorebi no Uta
(2008) Remember
(2008)
Hot Limit est le 15e single de High and Mighty Color sorti sous le label SME Records le 25 juin 2008 au Japon. Il atteint la 20e place du classement de l'Oricon. Il se vend à 7 164 exemplaires la première semaine et reste classé 5 semaines, pour un total de 11 738 exemplaires vendus.
Hot Limit a été utilisé comme campagne publicitaire pour Okinawa Meiji Nyuugyou; et est une reprise du groupe T.M. Revolution datant de 1998. Le clip Hot Limit et la chanson Mirror se trouvent sur la compilation BEEEEEEST.

## Liste des titres
| 1. | Hot Limit                         | T.M. Revolution | High and Mighty Color | 3:59 |
| 2. | Kira Kira Summer (キラキラSummer) | Yuusuke         | High and Mighty Color | 3:32 |
| 3. | Mirror (ミラー)                   | Yuusuke         | mACKAz                | 3:51 |
| 4. | Hot Limit (Instrumental)          |                 | High and Mighty Color | 3:58 |

| 1. | Hot Limit |  |